# Vulkanliljesläktet
Vulkanliljesläktet (Pyrolirion) är ett växtsläkte i familjen amaryllisväxter med åtta arter från Anderna och torra kustöknar i Bolivia, Peru och nordvästra Chile. Arten gul sefyrlilja odlas ibland som prydnadsväxt i Sverige.
Alla arter i släktet utgörs av perenna örter med lök. Bladen är smala, bandlika, och blomstjälken ihålig. Blommorna ensamma, stödda av ett stödblad. De är trattlika med hylleblad som breder ut sig tvärt stjärnlikt i toppen. Pistillen har tre skedformiga märkesflikar. Fröna är platta, svarta med en vit söm.

## Systematik
Släktet har än så länge ingen utsedd typart, men de tre första arterna som bekrevs av William Herbert 1821 var P. aureum, P. flammeum och P. flavum. Vulkanliljorna räknas oftast till tribus Eustephieae, men nyare forskning tyder på släktskap med väpnarliljesläktet och sefyrliljesläktet i tribus Hippeastreae.
Arter enligt Catalogue of Life:
- Pyrolirion albicans
- Pyrolirion arvense
- Pyrolirion boliviense
- Pyrolirion cutleri
- Pyrolirion flavum
- Pyrolirion huantae
- Pyrolirion tarahuasicum
- Pyrolirion tubiflorum

## Etymologi
Det vetenskapliga namnet Pyrolirion kommer från grekiskans πῦρ (pyr, "eld") och λείριον (leirion, "lilja") och beskriver de eldlika blomfärgen hos vukanliljan.